# Hydra hadleyi
Hydra hadleyi is een hydroïdpoliep uit de familie Hydridae. De poliep komt uit het geslacht Hydra. Hydra hadleyi werd in 1959 voor het eerst wetenschappelijk beschreven door Forrest. 